# Parc per a nadons

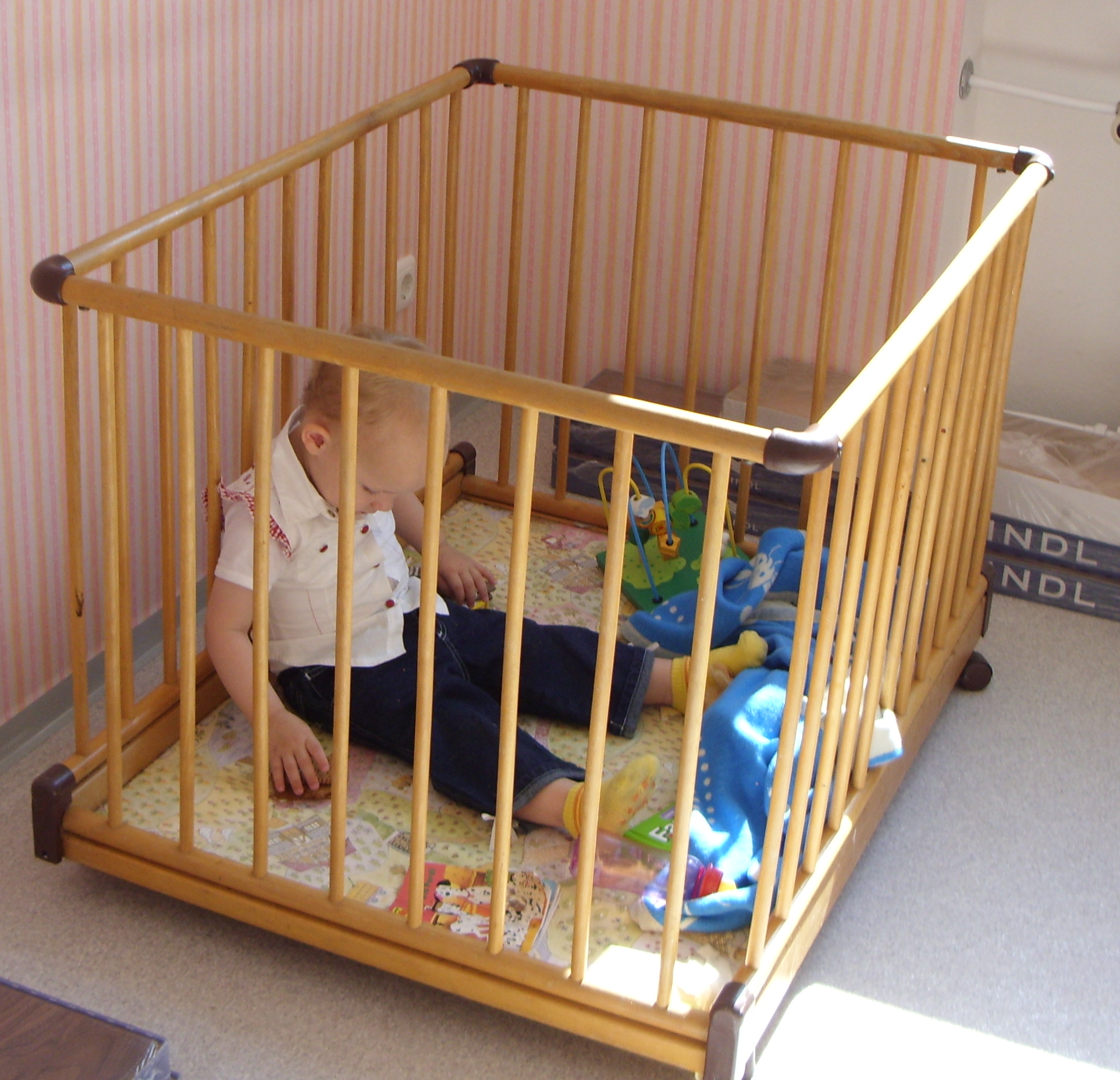
Parc per a nadons de tipus tradicional

Un parc per a nadons és un espai clos, normalment quadrat, format per una barrera, amb una base o sense, perquè hi juguin els nadons amb seguretat. És útil quan la persona que té càrrec de la criatura no la pot vetllar contínuament.
La major part dels parcs són plegables, per la qual cosa poden ser transportats amb una relativa facilitat i usar-se tant en interior com en exterior. En el sòl del parc sol haver-hi una catifa.
El primer ús d'un parc és esmentat a l'Oxford English Dictionary el 1902. Tradicionalment eren de fusta amb barrons en tot el perímetre, però actualment n'hi ha de diverses formes els laterals dels quals estan protegits per xarxes. A més solen incloure anses perquè els nadons que es comencen a aixecar puguin aferrar-se.

## Seguretat
- La major part dels fabricants aconsellen de no deixar sol el nadó en el parc.
- Cal ajustar l'estructura correctament, la qual cosa s'ha de comprovar abans d'introduir-hi el nadó.
- No usar el parc sense la base.
- Evitar de deixar objectes que presentin risc d'incendi prop del parc (per exemple, una estuba)
- No deixar objectes a l'interior, pells quals el nadó es pugui enfilar i sortir del parc.
- No deixar joguines que puguin provocar asfíxia (llençols, coixins...) i altres objectes perillosos.
- Si el parc se situa a l'exterior, convé d'utilitzar una mosquitera per a protegir al bebè.